# 大崇乡 (洪江市)
大崇乡，是中华人民共和国湖南省怀化市洪江市下辖的一个乡镇级行政单位。

## 行政区划
大崇乡下辖以下地区：
民主村、赤溪村、石板桥村、岩脚村、盘龙村、砂溪村、兰家坪村、和平村和小龙江村。